# Curaçaos staatkundig referendum 1993
Het Curaçaos referendum 1993 was een niet-bindend consultatief referendum gehouden op 19 november 1993, de eerste van drie over de staatkundige toekomst van Curaçao. De volksraadpleging was de uitvoering van een unanieme motie van de eilandsraad van Curaçao, die voortkwam uit de discussie over de toekomst van de Nederlandse Antillen, na de afscheiding van Aruba in 1986. Met de motie had de eilandsraad besloten dat Curaçao een zelfstandige positie binnen het Koninkrijk der Nederlanden moet krijgen, doch dat dit nog geen definitieve keuze voor zelfbeschikking betekende.
De voorbereidingen stelde het Bestuurscollege van Curaçao in handen van de Referendum Commissie Curaçao (RCC). Niet-ingezetenen bleven uitgesloten van het referendum ondanks een kortgeding aangespannen door een groep Curaçaoënaars woonachtig in Nederland en op de andere Antilliaanse eilanden. Hoewel de meeste politici, waaronder de regering van de Nederlandse Antillen en het eilandsbestuur, campagne voerden voor afscheiding om er een eigen land binnen het Koninkrijk der Nederlanden van te maken, kreeg de "Optie A" voor het behoud en de herstructurering van de Nederlandse Antillen de meeste stemmen. Dit resulteerde in de opkomst van de Partij voor Geherstructureerde Antillen (PAR), die bij de verkiezingen van 1994 voor de Staten van de Nederlandse Antillen de absolute meerderheid met 8 van de 14 Curaçaose zetels behaalde.

## Resultaten
| Keuze                             | Stemmen | %     |
| --------------------------------- | ------- | ----- |
| Optie A: Status quo               | 48.597  | 73,56 |
| Optie B: Autonomie                | 11.841  | 17,93 |
| Optie C: Integratie met Nederland | 5.299   | 8,02  |
| Optie D: Onafhankelijkheid        | 325     | 0,49  |
| ongeldig/blanco                   | –       | –     |
| Totaal                            | 66.052  | 100   |
| Geregistreerde kiezers/opkomst    | 118.215 |       |
| Bron: Direct Democracy            |         |       |